# Diores bouilloni
Diores bouilloni es una especie de araña del género Diores, familia Zodariidae. Fue descrita científicamente por Benoit en 1965.
Habita en el Congo.